# 茹阿雷斯塔沃拉
茹阿雷斯塔沃拉是巴西帕拉伊巴州的一个市镇。总面积82.593平方公里，总人口6979人，人口密度84.5人/平方公里。